# 伊恩·軒達臣
伊恩·軒達臣（Ian Henderson，1985年1月24日—）出生於諾福克泰福特，是英格蘭足球員，現時效力盧頓。司職前鋒，偶爾會客串右中場。

## 外部連結
- 足球数据库：Ian Henderson的球员统计数据
- Career information at ex-canaries.co.uk（页面存档备份，存于）